# Crișeni (okręg Harghita)
Crișeni (węg. Kőrispatak) – wieś w Rumunii, w okręgu Harghita, w gminie Atid. W 2011 roku liczyła 674 mieszkańców.